# Halens naturreservat
Halen är ett naturreservat i Olofströms kommun i Blekinge län.
Reservatet är skyddat sedan 1972 och omfattar 700 hektar, varav 575 hektar land. Det är beläget sydväst om Olofström och består av delar av Blekinges största sjö Halen, samt stora skogsområden öster om sjön. 
Nästan hela landarealen är skogbevuxen med gran, bok, ek, tall och björk. 